# 维亚尔姆
维亚尔姆（法語：Viarmes，法語發音：[vjaʁm] ⓘ）是法国法蘭西島大區瓦兹河谷省的一个市镇，位于该省东部，属于萨塞勒区。

## 地理
维亚尔姆（49°7'40"N, 2°22'13"E）面积8.19 平方千米，位于法国法蘭西島大區瓦兹河谷省，该省份为法国北部内陆省份，北起瓦兹省，西接厄尔省，南至塞纳-圣但尼省、上塞纳省和伊夫林省，东临塞纳-马恩省。
与维亚尔姆接壤的市镇（或旧市镇、城区）包括：瓦兹河畔阿涅尔、法兰西地区贝卢瓦、吕扎什、圣马丹迪泰特尔、瑟日。

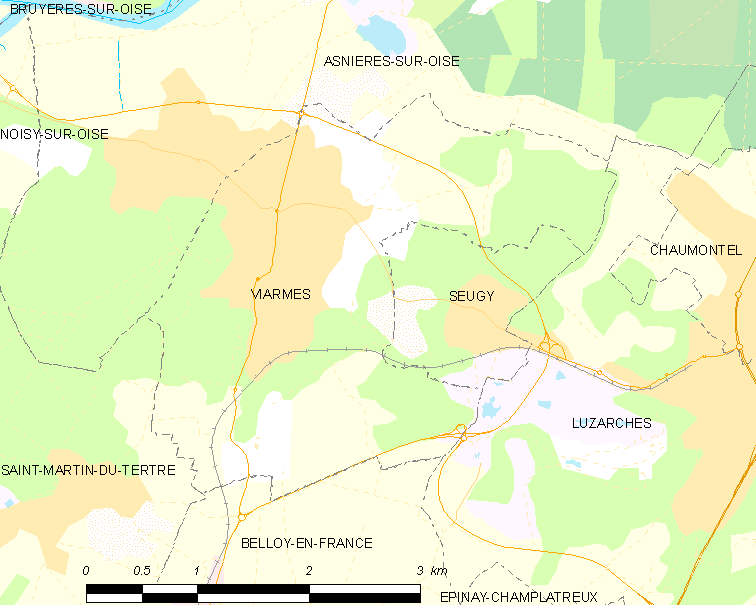
维亚尔姆的OSM定位图

维亚尔姆的时区为UTC+01:00、UTC+02:00（夏令时）。

## 行政
维亚尔姆的邮政编码为95270，INSEE市镇编码为95652。

## 政治
维亚尔姆所属的省级选区为福斯县。

## 人口

1962-2008年间维亚尔姆人口变化图示

维亚尔姆于2022年1月1日时的人口数量为5509人。